# Сонет 154
Сонет 154 (англ. Sonnet 154) — один из 154 сонетов, написанных Уильямом Шекспиром и впервые опубликованных в 1609 году. Дата написания неизвестна, существуют разные гипотезы на этот счёт. Результаты компьютерного анализа показывают, что сонеты со 127-го по 154-й были написаны в начале 1590-х годов, но не все исследователи с этим согласны. Возможно, Шекспир редактировал все сонеты до момента их публикации.
Предположительно первое издание не было авторизованным. Тем не менее начиная с 1711 года сонеты публикуются в той же последовательности, и учёные на основе изначальной нумерации раскрывают историю любовного треугольника, которая служит подтекстом для всего цикла.
154-й сонет — завершающее произведений цикла. Как и предыдущий, он представляет собой вариацию на тему эпиграммы Мариана Схоластика, впервые опубликованной в 1494 году (на языке оригинала). Латинский перевод увидел свет в 1603 году, причём известно, что он был в библиотеке Бена Джонсона. Есть мнение, что 153-й сонет — более ранняя редакция 154-го, включённая в первое собрание сонетов по ошибке.
Как почти все сонеты Шекспира (кроме 145-го), 154-й сонет написан пятистопным ямбом.